# Saint-Nizier-du-Moucherotte
Saint-Nizier-du-Moucherotte este o comună în departamentul Isère din sud-estul Franței. În 2009 avea o populație de 998 de locuitori.

## Evoluția populației
| An        | 1975 | 1982 | 1990 | 1999 | 2006 | 2009 |
| --------- | ---- | ---- | ---- | ---- | ---- | ---- |
| Populație | 277  | 484  | 575  | 805  | 964  | 998  |